# Primeira Divisão 1981-1982
La Primeira Divisão 1981-1982 è stata la 44ª edizione della massima serie del campionato portoghese di calcio e si è conclusa con la vittoria dello Sporting Clube de Portugal, al suo sedicesimo titolo.
Capocannoniere del torneo è stato Jacques Pereira (Porto) con 27 reti.

## Classifica finale
|    | Classifica         | Pt | G  | V  | N  | P  | GF | GS |
| -- | ------------------ | -- | -- | -- | -- | -- | -- | -- |
| 1  | Sporting Lisbona   | 46 | 30 | 19 | 8  | 3  | 66 | 26 |
| 2  | Benfica            | 44 | 30 | 20 | 4  | 6  | 60 | 22 |
| 3  | Porto              | 43 | 30 | 17 | 9  | 4  | 46 | 17 |
| 4  | Vitória Guimarães  | 38 | 30 | 13 | 12 | 5  | 42 | 22 |
| 5  | Rio Ave            | 34 | 30 | 13 | 8  | 9  | 26 | 31 |
| 6  | Portimonense       | 32 | 30 | 12 | 8  | 10 | 35 | 24 |
| 7  | Braga              | 30 | 30 | 11 | 8  | 11 | 34 | 42 |
| 8  | Vitória Setúbal    | 28 | 30 | 9  | 10 | 11 | 30 | 35 |
| 9  | Boavista           | 26 | 30 | 10 | 6  | 14 | 36 | 37 |
| 10 | Espinho            | 25 | 30 | 7  | 11 | 12 | 32 | 42 |
| 11 | Amora              | 24 | 30 | 6  | 12 | 12 | 29 | 37 |
| 12 | Estoril Praia      | 24 | 30 | 7  | 10 | 13 | 30 | 41 |
| 13 | Penafiel           | 23 | 30 | 9  | 5  | 16 | 20 | 37 |
| 14 | Académico de Viseu | 23 | 30 | 9  | 5  | 16 | 24 | 52 |
| 15 | Belenenses         | 20 | 30 | 5  | 10 | 15 | 28 | 48 |
| 16 | União Leiria       | 20 | 30 | 8  | 4  | 18 | 25 | 50 |

### Verdetti
- Sporting CP campione di Portogallo 1981-1982.
- Sporting CP qualificato alla Coppa dei Campioni 1982-1983.
- Braga qualificato alla Coppa delle Coppe 1982-1983.
- Benfica e  Porto  qualificate alla Coppa UEFA 1982-1983.
- Penafiel,  Académico de Viseu,  Belenenses e  União Leiria retrocesse.